# Zachariasz (imię)

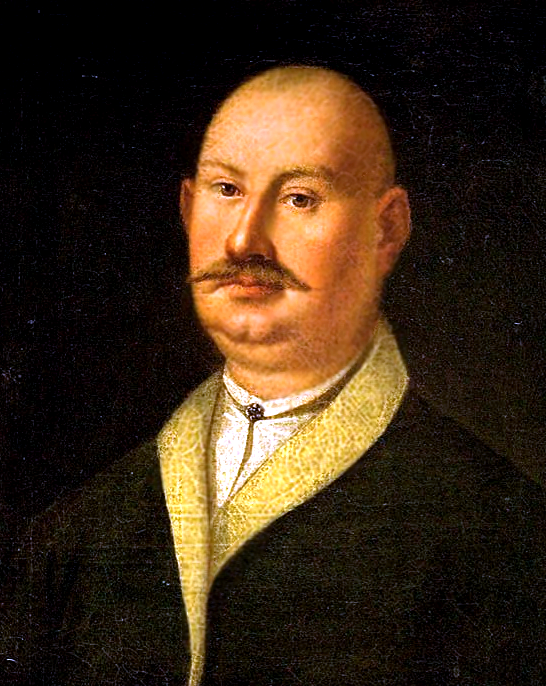
Zachariasz Mysyrowicz, syn Jana Mysyrowicza, był członkiem rodziny ormiańskiej mieszkającej w Polsce. Nosił herb Jastrzębiec, który widnieje w prawym górnym rogu portretu, choć obecnie nie jest on wyraźnie widoczny

Zachariasz, Zachary – imię męskie pochodzenia biblijnego. Wywodzi się od hebrajskiego słowa זְכַרְיָה (zecharja)  znaczącego „Jahwe pamięta”. Forma Zachary była nadawana bardzo rzadko, ale występowała w polszczyźnie co najmniej od XVII wieku. Kościół katolicki zna 11 świętych o tym imieniu; są to w większości prorocy z czasów starotestamentowych. Jeden z nich jest autorem biblijnej Księgi Zachariasza.
Zachariasz imieniny obchodzi: 15 marca, 22 marca, 6 kwietnia, 26 maja, 6 września, 18 września i 23 września (dawniej 5 listopada).
Bardziej znane osoby noszące imię Zachariasz lub Zachary:
- Zachariasz – biblijny kapłan, ojciec Jana Chrzciciela
- Zachariasz – biblijny prorok wzywający do odbudowy Świątyni w Jerozolimie
- Zachariasz – król Izraela, syn Jeroboama II
- Zachariasz – święty, papież
- Zach Braff – amerykański aktor filmowy i telewizyjny, reżyser, scenarzysta i producent filmowy
- Zac Efron – amerykański aktor
- Zachariasz Hański – łowczy nadworny litewski w 1790 roku
- Zachary Quinto – amerykański aktor
- Zachary Sandres – amerykański zapaśnik w stylu wolnym
- Zack Snyder – amerykański reżyser
- Zachary Taylor – prezydent Stanów Zjednoczonych
- Zakk Wylde – muzyk rockowy, multiinstrumentalista
- Józef Zachariasz Bem – generał, przywódca powstania węgierskiego
- Stefan Zachariasz Pawlicki – filozof, ksiądz, rektor Uniwersytetu Jagiellońskiego